# Максимово (платформа)
Макси́мово — остановочный пункт Смоленского направления Московской железной дороги. Расположен на территории Пушкинского сельского поселения в Сафоновском районе Смоленской области России. При платформе находится посёлок.
Код Экспресс-3/UIC: 2000506
Код ЕСР: 172438

## Пригородное сообщение
| № поезда  | Маршрут             | № поезда  | Маршрут             |
| --------- | ------------------- | --------- | ------------------- |
| 6204/6206 | Смоленск — Вязьма   | 6203/6205 | Вязьма — Смоленск   |
| 6208      | Смоленск — Сафоново | 6201      | Сафоново — Смоленск |